# Dasyhelea insons
Dasyhelea insons är en tvåvingeart som beskrevs av Mayer 1934. Dasyhelea insons ingår i släktet Dasyhelea och familjen svidknott. Inga underarter finns listade i Catalogue of Life.